# Details
Detalis – amerykański miesięcznik skierowany do mężczyzn, publikowany od 1982 roku, obecnie należący do Condé Nast Publications. Mimo iż magazyn poświęcony jest przede wszystkim modzie i stylowi życia, zawiera również raporty na temat problemów społecznych oraz aktualnych wydarzeń politycznych.

## Historia
Alan Patricof nabył magazyn w 1987 roku. Dwa lata później Condé Nast odkupiła go za 2 miliony dolarów. Jego obecny format pozostaje niezmieniony od 2000 roku, kiedy to wznowiono publikację Detalis, gdy przejęła go Fairchild Publications, siostrzana dywizja Condé Nast.
Redaktorem naczelnym Details jest Dan Peres, mąż australijskiej aktorki Sarah Wynter.